# كل شيء في كل مكان دفعة واحدة
كل شيء في كل مكان دفعة واحدة (بالإنجليزية: Everything Everywhere All at Once) هو فيلم خيال علمي كوميدي درامي أمريكي، من تأليف وإخراج دان كوان ودانييل شاينرت وإنتاج مشترك مع أنتوني وجو روسو وجوناثان وانغ. الفيلم من بطولة ميشيل يوه، جوناثان كي كوان، جيني سلايت، هاري شوم جونيور، جيمس هونغ وجيمي لي كرتيس. يمزج الفيلم بين وسائط متعددة من مختلف الأنواع والوسائط السينمائية، بما في ذلك الكوميديا السريالية، والخيال العلمي، والفانتازيا، وأفلام فنون القتال، وروايات المهاجرين، والرسوم المتحركة. تؤدي ميشيل يوه دور إيفلين كوان وانغ، وهي مهاجرة أمريكية من أصل صيني، تكتشف أثناء خضوعها للتدقيق من قبل مصلحة الضرائب الأمريكية أنها يجب أن تتواصل مع نسخ من نفسها في عالم موازٍ لمنع كائن قوي من تدمير الكون المتعدد.
بدأ كوان وشينرت العمل على المشروع عام 2010. أُعلن عن الإنتاج عام 2018، واستمر التصوير الرئيسي من يناير إلى مارس 2020. استُلهمت العديد من مشاهد الفيلم من أعمال المخرج السينمائي الهونغ كونغي وونغ كار واي، بالإضافة إلى كتاب الأطفال "سيلفستر والحصاة السحرية" ولعبة الفيديو "كل شيء". كما استلهم الفيلم من أعمال علماء معاصرين مثل الفيلسوفة ماري جين روبنشتاين، ويستكشف مواضيع فلسفية مثل الوجودية والعدمية والسريالية والعبثية، بالإضافة إلى مواضيع مثل التباين العصبي والاكتئاب والصدمات النفسية المتوارثة بين الأجيال والهوية الأمريكية الآسيوية.
عُرض فيلم "كل شيء في كل مكان دفعة واحدة" لأول مرة في مهرجان South by Southwest في 11 مارس 2022، وبدأ عرضه المحدود في دور العرض بالولايات المتحدة في 25 مارس، قبل أن يُطرح على نطاق واسع بواسطة A24 في 8 أبريل. حقق الفيلم إيرادات بلغت 143.4 مليون دولار عالميًا بميزانية إنتاج تتراوح بين 14 و25 مليون دولار، وأصبح الفيلم الأكثر ربحًا لشركة A24، وفي حفل توزيع جوائز الأوسكار الخامس والتسعين، فاز بسبع جوائز من أصل إحدى عشرة جائزة رُشح لها: أفضل فيلم، وأفضل ممثلة (يو، لتصبح أول ممثلة من أصل آسيوي تنال الجائزة التي تقدمها أكاديمية فنون الصورة المتحركة وعلومها" منذ عام 1927)، وأفضل ممثل مساعد (كوان)، وأفضل ممثلة مساعدة (كورتيس)، وأفضل مخرج وأفضل سيناريو أصلي لكوان وشينرت، وأفضل مونتاج. كما فاز الفيلم بجائزتي غولدن غلوب، وخمس جوائز اختيار النقاد (بما في ذلك أفضل فيلم)، وجائزة بافتا، وأربع جوائز قياسية من نقابة ممثلي الشاشة (بما في ذلك أفضل فرقة).

## القصة
إيفلين كوان وانغ مهاجرة صينية في منتصف العمر تدير مغسلة ملابس مع زوجها وايموند. هرب الاثنان إلى الولايات المتحدة قبل عقدين من الزمن، وأنجبا ابنة اسمها جوي. في الوقت الحاضر، تواجه إيفلين صراعات متعددة: إذ تخضع المغسلة للتدقيق من قِبل مصلحة الضرائب الداخلية؛ ويحاول وايموند تسليمها أوراق الطلاق في محاولة لإثارة نقاش حول زواجهما؛ ويزورها والدها الصارم (الملقب بـ"غونغ غونغ"، أي جدها بالكانتونية) لحضور حفل رأس السنة الصينية؛ وتعيش إيفلين علاقة متوترة مع جوي، التي تُعاني من الاكتئاب ولديها حبيبة غير صينية تُدعى بيكي، والتي تتردد إيفلين في قبولها.
في اجتماع متوتر مع وكيلة مصلحة الضرائب الداخلية ديدري بيوبيدر، يتولى ألفا-وايموند، وهو نسخة من وايموند من عالم "ألفافيرس"، مهمة السيطرة على جسد وايموند. يشرح ألفا-وايموند لإيفلين وجود العديد من الأكوان المتوازية (الأكوان المتعددة) لأن كل خيار حياتي يخلق كونًا بديلًا جديدًا. في عالم ألفا، طورت ألفا-إيفلين المتوفاة تقنية "القفز بين الأكوان"، التي تُمكّن الناس من الوصول إلى مهارات وذكريات وأجساد ذواتهم المتوازية من خلال القيام بأفعال غريبة غير محتملة إحصائيًا. تهدد جوبو توباكي، ألفا-جوي، الكون المتعدد، حيث تشظى عقلها بعد أن دفعتها ألفا-إيفلين للقفز بين الأكوان بما يفوق قدرتها على التحمل. يختبر جوبو جميع الأكوان في آن واحد، ويمكنه القفز بين الأكوان والتلاعب بالمادة كما يشاء. ابتكرت جوبو جسمًا من كعكة "بيغل كل شيء" يشبه الثقب الأسود، والذي يُشكل تفردًا حلقيًا، قد يُدمر الكون المتعدد.
تزود إيفلين بتقنية القفز بين الأكوان لمحاربة أتباع جوبو، الذين يتجمعون في مبنى مصلحة الضرائب. تكتشف عوالم أخرى اتخذت فيها خيارات مختلفة وازدهرت، مثل أن تصبح معلمة كونغ فو ونجمة سينمائية. كما تعلم أن وايموند ينوي رفع دعوى طلاق. يعتقد ألفا-وايموند أن إيفلين، باعتبارها أكبر "فشل" بين جميع إيفلين في الكون المتعدد، تمتلك الإمكانات غير المستغلة اللازمة لهزيمة جوبو. يسيطر ألفا-غونغ غونغ على غونغ غونغ، ويأمر إيفلين بقتل جوي لمنع جوبو من استخدامها للوصول إلى عالم إيفلين. ترفض إيفلين وتقرر مواجهة جوبو باكتساب قوى من خلال القفز المتكرر بين الأكوان. ألفا-غونغ غونغ، مقتنعًا بأن عقل إيفلين قد تعرض للخطر مثل جوبو، يرسل جنودًا وراء إيفلين. أثناء قتالهما، يحدد جوبو مكان ألفا-وايموند ويقتله في عالم ألفا. بينما تواجه جوبو إيفلين في عالمها، يبدأ عقل إيفلين بالتفكك، مما يؤدي إلى انهيارها. تقفز إيفلين بلا سيطرة بين الأكوان مع جوبو عبر أكوان غريبة ومتنوعة. تكشف جوبو أنها لا تنوي القتال، بل إنها تبحث عن إيفلين التي ترى، كما ترى هي، أن لا شيء مهم. تنقل بوجو إيفلين إلى "البيجل"، كاشفةً عن رغبتها في استخدامه لتسمح لنفسها ولإيفلين بالموت الحقيقي. عند النظر إلى "البيجل"، تقتنع إيفلين في البداية، فتتصرف بقسوة وعدمية في أكوانها الأخرى، مؤذيةً من حولها.
في اللحظة التي تدخل فيها إيفلين "البيجل" مع جوبو، تتوقف لتستمع إلى توسلات وايموند في عالمها للجميع بالتوقف عن القتال وممارسة اللطف بدلاً من ذلك، حتى عندما تكون الحياة بلا معنى. تخطر ببال إيفلين فكرة وجودية وتقرر اتباع نصيحة وايموند العبثية والإنسانية، مستخدمةً قواها متعددة الأكوان للقتال بتعاطف وإسعاد من حولها. وبذلك، تُصلح إيفلين الضرر الذي لحق بها في الأكوان الأخرى وتُحيّد مقاتلي ألفا-غونغ غونغ وجوبو. في عالمها الأم، تتصالح إيفلين مع وايموند، وتقبل علاقة جوي وبيكي وتُفشيها لغونغ غونغ، بينما يُقنع وايموند ديدري بالسماح لهما بإعادة دفع ضرائبهما. تقرر جوبو دخول "البيجل" بمفردها، وفي الوقت نفسه، في عالم إيفلين، تتوسل جوي إلى إيفلين للسماح لها بالرحيل. تُخبر إيفلين جوي أنه حتى عندما لا يكون هناك أي معنى، وحتى لو كانت في أي مكان آخر في الكون المتعدد، فإنها سترغب دائمًا في أن تكون مع جوي. ينقذ إيفلين والآخرون جوبو من "البيجل"، وتتعانق إيفلين وجوي.
بعد فترة، ومع تحسن علاقات العائلة، يعودون إلى مبنى مصلحة الضرائب لإعادة دفع ضرائبهم. بينما تتحدث ديدري، ينجذب انتباه إيفلين للحظة إلى ذواتها البديلة، قبل أن تُعيد نفسها إلى عالمها الأم.

## فريق العمل

### الممثلون
- ميشيل يوه
- جيمس هونغ
- جيني سليت
- جيمي لي كورتيس
- هاري شوم جونيور
- ستيفاني هسو
- آندي لو
- أودري واسيلفسكي
- أنتوني موليناري
- برايان لي
- بيتر بانيفاز
- دي واي ساو
- بابلو راموس
- إيميت فيرجسون
- إيل ألكسندر
- تشيلسي جولدسميث
- كي هوان كوان

### مؤلفون
- دان كوان
- دانييل شاينرت

## الإستقبال
حقق فيلم "كل شيء في كل مكان دفعة واحدة" إيرادات بلغت 77.2 مليون دولار في الولايات المتحدة وكندا و66.2 مليون دولار في مناطق أخرى، ليصل إجمالي الإيرادات العالمية إلى 143.4 مليون دولار. وقد حسب موقع دادلين هوليوود صافي ربح الفيلم بـ 32 مليون دولار، عند احتساب جميع النفقات والإيرادات معًا.

## جوائز عالمية
هيمن فيلم «كل شيء كل الأماكن دفعة واحدة» على جوائز الأوسكار عام 2023، حيث فاز الفيلم بسبعة جوائز من أصل 11 جائزة، وهي:
- جائزة أفضل فيلم
- جائزة أفضل مخرج
- جائزة أفضل ممثلة في دور رئيسي
- جائزتين لأفضل ممثل في دور ثانوي
- جائزة أفضل مونتاج
- جائزة أفضل سيناريو أصلي

وحطم الفيلم الرقم القياسي لعدد الجوائر التي ينالها فيلم سينمائي في التاريخ، اذ جمع في الأشهر الأخيرة أكثر من 157جائزة، من "الغولدن غلوب" إلى "البافتا" وغيرهما.

## روابط خارجية
- كل شيء في كل مكان في وقت واحد على موقع IMDb (الإنجليزية)
- كل شيء في كل مكان في وقت واحد على موقع ميتاكريتيك (الإنجليزية)
- كل شيء في كل مكان في وقت واحد على موقع روتن توميتوز (الإنجليزية)
- كل شيء في كل مكان في وقت واحد على موقع قاعدة بيانات الأفلام العربية
- كل شيء في كل مكان في وقت واحد على موقع ألو سيني (الفرنسية)
- كل شيء في كل مكان في وقت واحد على موقع أول موفي (الإنجليزية)
- كل شيء في كل مكان في وقت واحد على موقع فيلمافينيتي (الإسبانية)
- كل شيء في كل مكان في وقت واحد على موقع قاعدة بيانات الأفلام السويدية (السويدية)
- كل شيء في كل مكان في وقت واحد على موقع قاعدة بيانات الفيلم (الإنجليزية)
- كل شيء في كل مكان في وقت واحد على موقع ليتربوكسد (الإنجليزية)